# Juan Emilio Gutiérrez Berenguel
Juan Emilio Gutiérrez Berenguel (nascido em 21 de dezembro de 1968) é um ciclista paralímpico espanhol.
Participou, representando a Espanha, dos Jogos Paralímpicos de Verão de 2012, realizados em Londres. Conquistou duas medalhas no Campeonato Mundial Paralímpico de ciclismo em estrada: prata no contrarrelógio e bronze na prova de estrada.

## Vida pessoal
Natural de Almeria, Juan tem paralisia cerebral. Em 2009, durante cerimônia do prêmio esportivo da Andaluzia, foi eleito um dos melhores atletas com deficiência.